# Lijst van authentieke stoomschepen

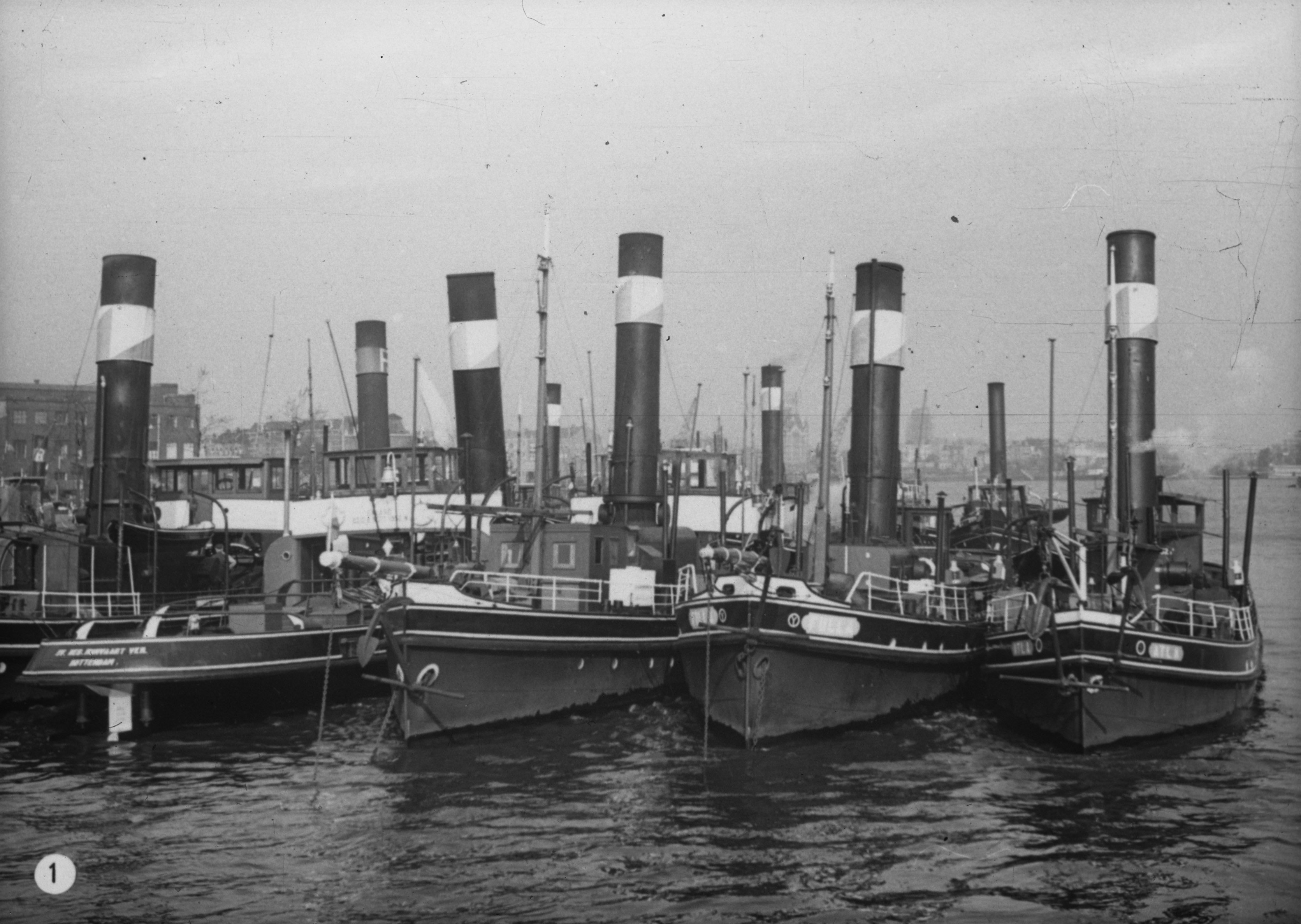
Stoomsleepboten aangemeerd bij scheepswerf Wilton-Fijenoord in Rotterdam (1955)

De lijst van authentieke stoomschepen geeft een overzicht van het grootste deel van de nog varende stoomschepen in Nederland. 
Op de lijst staan schepen uit de stoomsleepvaart, ijsbrekers, bergingsvaartuigen en salonschepen. Het oudste schip op de lijst, de Peter Boele is gebouwd in 1893. Het meest recente schip, de Dockyard IX werd in 1942 te water gelaten. Het zijn varende monumenten die gerestaureerd zijn en onderhouden worden door vrijwilligers met een passie voor stoomschepen, de stoommachine en de stoomvaart.

## Stoomschepen en bouwjaar
- Adelaar (1925), stoomsleepboot

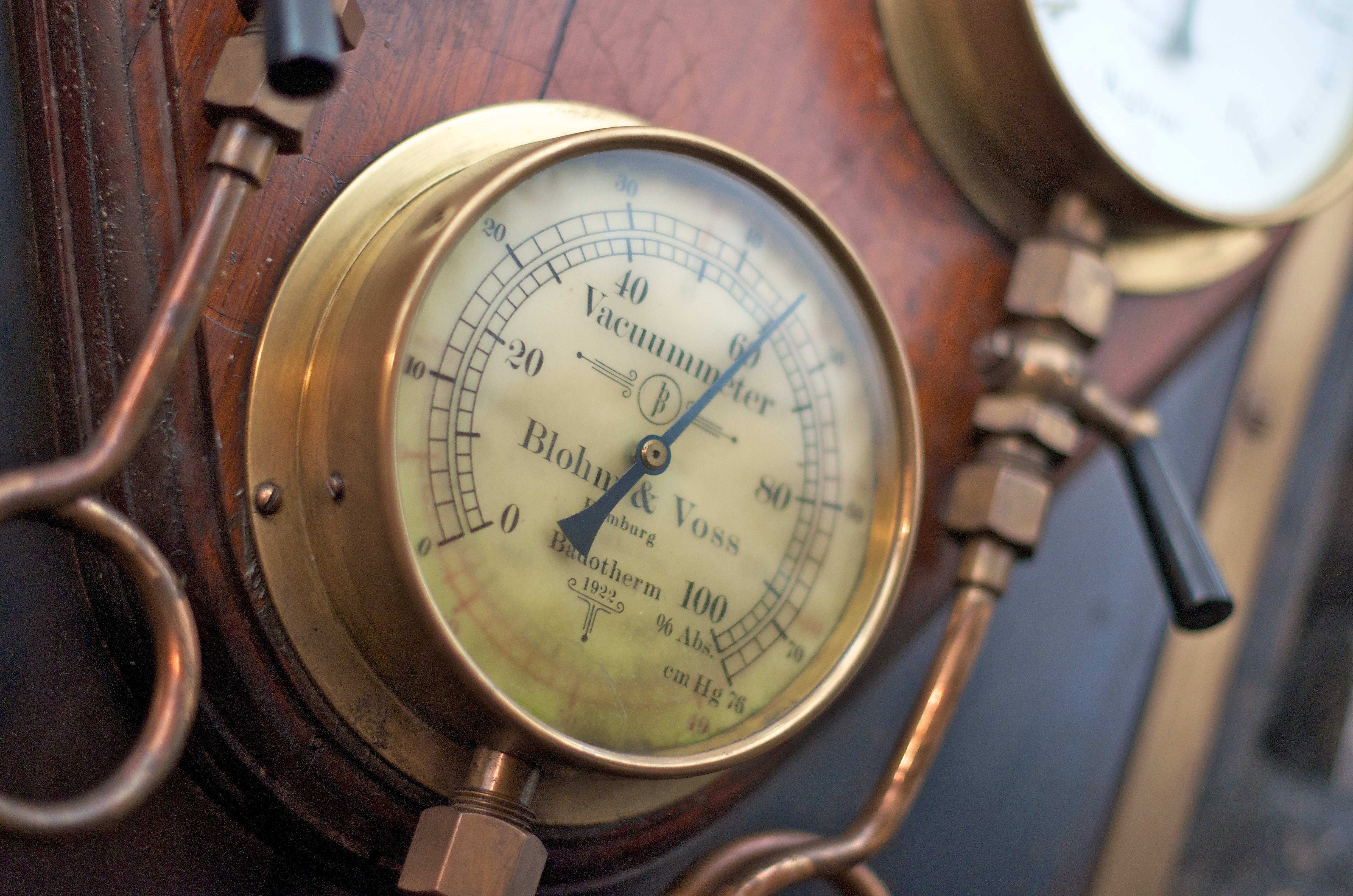
Vacuüm meter aan boord van stoomsleepboot de Noordzee

- Christiaan Brunings (1900), ijsbreker en directievaartuig
- Dockyard III (1941), stoomsleepboot
- Dockyard V (1940), stoomsleepboot
- Dockyard IX (1942), stoomsleepboot
- Finland (1921), stoomsleepboot
- Furie (1916), stoomsleepboot
- Gabrielle (1903), stoomsleepboot
- HMS Elfin (1933), torpedobergingsvaartuig
- Hercules (1915), stoomsleepboot
- Hugo (1929), stoomsleepboot
- Jacob (1902), ijsbreker
- Jan de Sterke (1913), stoomsleepboot
- Johannes (1908), stoomsleepboot
- Maarten (1926), stoomsleepboot
- Majesteit (1926), radarsalonboot
- Noordzee (1922), stoomsleepboot
- Pieter Boele (1893), stoomsleepboot
- Roek (1930), stoomsleepboot
- Scheelenkuhlen (1927), stoomsleepboot
- Succes (1909), stoomsleepboot
- Succes (1897), salonschip
- Volharding 1 (1929), stoomsleepboot
- Walrus (1929), stoomsleepboot
- Y-8122 (1909), stoomsleepboot